# Sam Bowie
Samuel Paul "Sam" Bowie (Lebanon, Pensilvania, 17 de marzo de 1961) es un exjugador de baloncesto estadounidense que disputó 10 temporadas en la NBA. Con 2,16 metros de altura, jugaba en la posición de pívot.
Estuvo considerado en su etapa universitaria como uno de los jugadores con mayor proyección y llamado a ser una de las figuras de la liga americana. Pese a ello, los diversos acontecimientos que marcaron su carrera, en especial las lesiones, hicieron que fuese más conocido por haber sido seleccionado como segunda elección en el draft de 1984 por delante de Michael Jordan, considerado tras su retirada como el mejor jugador de la historia.
Jugador completo que cubría varias facetas del juego fue uno de los que marcaron la generación de finales de los años 1970, considerada por varios expertos y medios como la mejor que ha dado el baloncesto estadounidense con nombres como Hakeem Olajuwon, Charles Barkley, Michael Jordan, James Worthy, Isiah Thomas o Patrick Ewing por citar algunos.
Tras innumerables lesiones y cinco operaciones quirúrgicas que truncaron su carrera se retiró prematuramente en 1995 con un promedio de 10,9 puntos, 7,5 rebotes y 1,78 tapones por partido, y un porcentaje de 45,2% en tiros de campo.

## Trayectoria

### Universidad

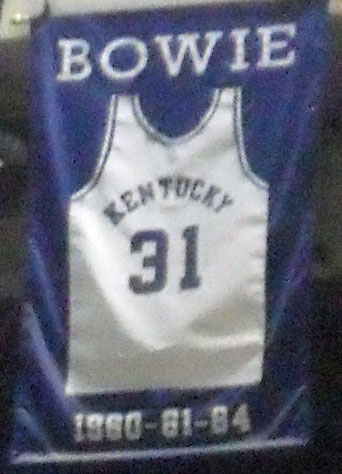
Camiseta retirada de Bowie por los Kentucky Wildcats.

En el Instituto Lebanon, Bowie asombraba por su calidad. Promedió 28 puntos y 18 rebotes por partido y fue nombrado McDonald's All-American y Parade All-American.
Posteriormente jugó con los Wildcats de la Universidad de Kentucky durante cinco temporadas, donde a pesar de varias lesiones que sufrió durante dos de aquellos años se convirtió en una de las mayores promesas del baloncesto norteamericano junto a su coetáneo y rival Ralph Sampson y estaba llamado a ser uno de los grandes dominadores de la NBA desde su posición de pívot.
El gran impacto en su primera temporada le llevó a ser uno de los seleccionados para acudir a los Juegos Olímpicos de Moscú 1980 a los que finalmente su selección no acudió por el boicot de su presidente Jimmy Carter. Su gran progresión tuvo su primer bache en el penúltimo partido de la temporada regular de su segundo año. Al realizar un mate se desequilibró cargando su peso en la caída en su pierna izquierda. Pese a que no le impidió seguir jugando su siguiente encuentro fue el peor de su carrera que finalmente se descubrió fue a que en dicha caída evolucionó a una fractura que fue a más, denominada como fractura por estrés. Un tardío tratamiento y una lenta recuperación hicieron que perdiera dos años en activo.
Tras su reaparición, volvió a notables actuaciones y su equipo venció a final de temporada a los Auburn Tigers de Charles Barkley y Chuck Person rompiendo su imbatibilidad. En los partidos por los campeonatos llegó a enfrentarse en semifinales a Georgetown Hoyas de Patrick Ewing, siendo estos los vencedores. Al final de su carrera universitaria acumuló unas estadísticas de 13,4 puntos, 8,8 rebotes, 2,3 tapones y 1,4 asistencias.

#### Estadísticas
| Año     | Equipo   | PJ | PT | MPP  | %TC  | %3P | %TL  | RPP | APP | ROB | TPP | PPP  |
| ------- | -------- | -- | -- | ---- | ---- | --- | ---- | --- | --- | --- | --- | ---- |
| 1979–80 | Kentucky | 34 | —  | 26.1 | .531 | —   | .764 | 8.1 | .8  | .4  | 2.1 | 12.9 |
| 1980–81 | Kentucky | 28 | —  | 32.0 | .520 | —   | .720 | 9.1 | 1.4 | .6  | 2.9 | 17.4 |
| 1983–84 | Kentucky | 34 | —  | 28.8 | .516 | —   | .722 | 9.2 | 1.9 | .6  | 1.9 | 10.5 |
| Total   | Total    | 96 | —  | 28.8 | .522 | —   | .735 | 8.8 | 1.4 | .5  | 2.3 | 13.4 |

### Profesional

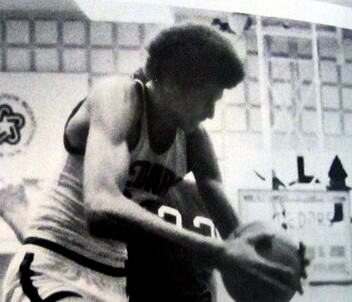
Bowie con Lebanon High School en 1978.

En el draft de 1984 fue considerado como uno de los mejores y que más expectativas creó en la historia de la NBA. Si bien es cierto que con el paso de los años fue recordado por las elecciones producidas, antes de ello se la esperó con gran entusiasmo por los diferentes equipos por la gran cantidad de jóvenes talentos surgidos en esta generación.
La primera elección correspondió a Houston Rockets quien seleccionó en la primera posición al pívot Hakeem Olajuwon, referente en la posición junto a Bowie y al que ya se había enfrentado en su etapa universitaria. Cabe resaltar que históricamente, y más en especial en la época, el puesto de pívot era muy codiciado por todos los equipos al ser considerado como un puesto clave. Es por ello que muchas de las elecciones del draft estuvieran marcadas por dichos jugadores, deseando encontrar a alguno que se convirtiera en referente, algo que escaseaba en la época. Tras haber recaído la considerada más acertada o sensata elección en el momento por Olajuwon le llegó el turno a Portland Trail Blazers. Mientras aficionados y distintos medios creían que la siguiente elección recaería en Michael Jordan, un escolta de la Universidad de Carolina del Norte considerado también a ser una de las estrellas de la liga, la franquicia de Oregón se guio por las necesidades de su equipo y seleccionó al pívot Sam Bowie tras constatar mediante sus pruebas médicas que las lesiones estaban completamente superadas.
Con el paso de los años dicha decisión de los Blazers fue considerada como uno de los mayores errores de la historia de la NBA, debido a la progresión que tuvo el escolta y a la sucesión de lesiones que tuvo el pívot. Si bien es cierto que en la época pese a que fue una decisión sorpresiva, no tuvo tanto calado entre las franquicias debido a que la repercusión y el reconocimiento del exjugador de Kentucky eran también notables. No así en los aficionados, que lo consideraron un error.

“Lo que el equipo necesitaba era un pívot capaz de pasar, taponar y correr la cancha como el esbelto jugador de Kentucky. Necesitábamos cubrir con urgencia la posición de cinco. El nombre de Jordan ni siquiera apareció.”
Declaraciones de Jack Ramsay, entrenador del equipo de Portland.

Con un gran inicio como novato donde promedió 10 puntos, 8,6 rebotes, 2,7 tapones y 2,8 asistencias llevó al equipo a los play-off, mientras que los Bulls de Jordan ganaban únicamente 38 partidos de la temporada regular pareciendo dar la razón a los electores de Portland. Sin embargo todo cambió en su segunda temporada. En febrero se rompió la pierna derecha, y tras una larga recuperación volvió a fracturársela la temporada siguiente en condiciones que comenzaron a tildarse de extrañas ya que no se revelaban detalles que pudieran prever dichas lesiones en sus exámenes médicos. ünicamente había en todo el mundo registrados 35 casos de las mismas circunstancias que vivía el pívot. La desgracia una vez más, en una nueva pretemporada, la de la 1986-87, le trajo una nueva fractura. En ese espacio de tres temporadas únicamente disputó 62 partidos de 246. Dicha plaga de lesiones se supo años después que eran provenientes de su etapa universitaria, declarando el jugador que ya en su primer año en la NBA él mismo no se notaba tan determinante como solía ser.[cita requerida] Tras los cuatro años en Portland promedió 10,5 viendo truncada así su progresión.
Fue entonces traspasado junto con una ronda de draft a New Jersey Nets a cambio de Buck Williams el 24 de junio de 1989. Por aquel entonces Jordan comenzaba a ser declarado como uno de los mejores jugadores que la liga había tenido, acrecentando el significado de aquella elección de 1984. Las siguientes cuatro campañas de Bowie en New Jersey fueron más exitosas, promediando 12,8 puntos y 8,2 rebotes por partido, sin perderse más de 20 partidos en cada campaña pareciendo que su etapa de lesiones estaba por fin concluida y que el jugador podría al fin demostrar lo que de él se esperaba. Nada más lejos de la realidad, ya que tras ser traspasado por dos temporadas a Los Angeles Lakers, Bowie estuvo de nuevo marcado por numerosas lesiones que finalmente le llevaron a retirarse del baloncesto profesional de manera forzada y prematura en 1995.
A lo largo de su carrera, Bowie promedió 10,9 puntos, 7,5 rebotes y 1,78 tapones por partido, con un porcentaje de 45,2% en tiros de campo.

## Estadísticas de su carrera en la NBA

### Temporada regular
| Año     | Equipo      | PJ  | PT  | MPP  | %TC  | %3P  | %TL  | RPP  | APP | ROB | TPP | PPP  |
| ------- | ----------- | --- | --- | ---- | ---- | ---- | ---- | ---- | --- | --- | --- | ---- |
| 1984-85 | Portland    | 76  | 62  | 29.2 | .537 | .000 | .711 | 8.6  | 2.8 | .7  | 2.7 | 10.0 |
| 1985-86 | Portland    | 38  | 34  | 29.8 | .484 | .000 | .708 | 8.6  | 2.6 | .6  | 2.5 | 11.8 |
| 1986-87 | Portland    | 5   | 5   | 32.6 | .455 | .000 | .667 | 6.6  | 1.8 | .2  | 2.0 | 16.0 |
| 1988-89 | Portland    | 20  | 0   | 20.6 | .451 | .714 | .571 | 5.3  | 1.8 | .4  | 1.7 | 8.6  |
| 1989-90 | New Jersey  | 68  | 54  | 32.5 | .416 | .323 | .776 | 10.1 | 1.3 | .6  | 1.8 | 14.7 |
| 1990-91 | New Jersey  | 62  | 51  | 30.9 | .434 | .182 | .732 | 7.7  | 2.4 | .7  | 1.5 | 12.9 |
| 1991-92 | New Jersey  | 71  | 61  | 30.7 | .445 | .320 | .757 | 8.1  | 2.6 | .6  | 1.7 | 15.0 |
| 1992-93 | New Jersey  | 79  | 65  | 26.5 | .450 | .333 | .779 | 7.0  | 1.6 | .4  | 1.6 | 9.1  |
| 1993-94 | L.A. Lakers | 25  | 7   | 22.2 | .436 | .250 | .867 | 5.2  | 1.9 | .2  | 1.1 | 8.9  |
| 1994-95 | L.A. Lakers | 67  | 10  | 18.3 | .442 | .182 | .764 | 4.3  | 1.8 | .3  | 1.2 | 4.6  |
| Total   | Total       | 511 | 349 | 27.6 | .452 | .302 | .748 | 7.5  | 2.1 | .5  | 1.8 | 10.9 |

### Playoffs
| Año   | Equipo      | PJ | PT | MPP  | %TC  | %3P  | %TL   | RPP | APP | ROB | TPP | PPP  |
| ----- | ----------- | -- | -- | ---- | ---- | ---- | ----- | --- | --- | --- | --- | ---- |
| 1985  | Portland    | 9  | 9  | 28.8 | .441 | .000 | .560  | 8.4 | 2.3 | .4  | 2.3 | 7.3  |
| 1989  | Portland    | 3  | 1  | 22.3 | .429 | .500 | .750  | 6.7 | 1.0 | .2  | 2.3 | 10.3 |
| 1992  | New Jersey  | 4  | 4  | 28.0 | .424 | .500 | .667  | 4.8 | 2.3 | .8  | .8  | 9.3  |
| 1993  | New Jersey  | 3  | 3  | 23.7 | .444 | .000 | 1.000 | 4.0 | .7  | 2.0 | .3  | 3.3  |
| 1995  | L.A. Lakers | 10 | 0  | 13.5 | .267 | .000 | 1.000 | 3.3 | .3  | .1  | .9  | 2.1  |
| Total | Total       | 29 | 17 | 22.2 | .403 | .500 | .673  | 5.5 | 1.3 | .5  | 1.4 | 5.7  |

## Vida personal
Tras su retirada del baloncesto Bowie regresó a Lexington, donde seguía siendo recordado de su etapa universitaria, más que por su truncada carrera en la NBA. Allí se dedicó a las carreras de caballos y su cría y fomento para la Milla Roja de Lexington, una de sus reconocidas pasiones.
En el año 2012 la ESPN realizó un documental narrando su carrera deportiva titulado "Going Big". En él admitió haber ocultado la extensión de sus problemas en la pierna a los Blazers. Específicamente dijo no haber sentido ningún dolor al ser golpeado en la tibia con un pequeño martillo médico para medir su condición, cuando en realidad sí lo estaba sufriendo. Realmente dichos problemas provenían de su etapa colegial y que poco a poco fueron acrecentándose en la universidad, luchando por evitar sobrecargar en demasía una tensión sobre sus pies y piernas.